# Здесь слышен океан
«Здесь слышен океан» (яп. 海がきこえる Уми га Кикоэру) — полнометражный аниме-фильм, выпущенный студией Ghibli в 1993 году. Автор повести — Саэко Химуро, автор сценария — Кэйко Нива (под псевдонимом Каори Накамура), режиссёр — Томоми Мотидзуки, дизайнер персонажей — Кацуя Кондо.
В декабре 2016 года американский издатель GKIDS объявил о том, что фильм будет выпущен в ограниченный кинопрокат в виде реставрированной версии, начиная с 28 декабря 2016 года, с последующим выпуском на DVD и Blu-ray весной 2017 года под заголовком «Ocean Waves» («Океанские волны»).

## Сюжет
Таку Морисаки приезжает домой, в провинциальный город Коти, из Токийского университета, где он учился, на встречу выпускников. В дороге он вспоминает события, происшедшие с ним, его другом Ютакой Мацуно и красавицей Рикако Муто в старшей школе.
Рикако тогда переехала в Коти из Токио из-за развода родителей. При успехах в учёбе она оказалась белой вороной в классе из-за своего столичного произношения и высокомерного отношения к окружающим. И у Таку, и у Ютаки зародились чувства к Рикако. В поездке на Гавайи, организованной школой, она заняла деньги у обоих для тайной поездки к отцу в Токио, в которой Таку оказался незапланированным спутником. Рикако представляет Таку своим бойфрендом, но отправляет его в отель и проводит с ним совсем мало времени, причём Таку приходится спать в ванне, когда Рикако случайно засыпает на кровати. Отец, вопреки тому, что думала Рикако, не собирается забирать её к себе, и она возвращается в Коти вместе с Таку. Под конец школьной учёбы все школьники взвинчены из-за экзаменов. Ютака признаётся Рикако в любви, но она грубо отвергает его, называя в числе причин его манеры и диалект. Девочки в школе едва не набрасываются на Рикако, не в силах терпеть её.
Действие вновь переносится в момент встречи выпускников. Рикако там не появляется, однако её школьная подруга говорит, что та учится в Университете Коти и прекрасно выглядит, а также сообщает, что ей «нравится некто, кто любит спать в ванне». Таку в этот момент понимает, что она ему нравится. Позже они случайно встречаются на вокзале и им удаётся не разминуться.

## Производство
Производство находилось под контролем студии Ghibli, но большая часть анимации была выполнена при участии студий J.C.Staff, Madhouse, и Oh! Production, которые работали с Ghibli над прошлыми проектами.
«Здесь слышен океан» стал первой работой Ghibli, в которой не принимали непосредственного участия режиссёры студии Хаяо Миядзаки и Исао Такахата, хотя Такахата упоминается в качестве продюсера.Весь проект был попыткой создать аниме независимо молодыми работниками студии, в большинстве своём в возрасте 20—30 лет. Например, Томоми Мотидзуки было 34 года на тот момент, когда он был приглашён в качестве режиссёра. Когда Мотидзуки получил предложение создать фильм на студии Ghibli, он уже успел согласиться работать над OVA-сериалом «Это Гринвуд». Поскольку и тот, и другой проекты были ему интересны, Мотидзуки принялся сразу за оба. В результате он так переутомился, что попал в больницу.

## Саундтрек
Музыкальное сопровождение к аниме написал композитор Сигэру Нагата, который известен по работе над аниме «Это Гринвуд».